# Пластау (Нью-Гемпшир)
Пластау (англ. Plaistow) — місто (англ. town) в США, в окрузі Рокінґгем штату Нью-Гемпшир. Населення — 7830 осіб (2020).

## Демографія
Згідно з переписом 2010 року, у місті мешкало 7609 осіб у 2911 домогосподарстві у складі 2103 родин. Було 3016 помешкань
Расовий склад населення:
| - 97,6 % — білих - 0,6 % — чорних або афроамериканців - 0,6 % — азіатів - 0,2 % — корінних американців |

До двох чи більше рас належало 0,6 %. Частка іспаномовних становила 2,3 % від усіх жителів.
За віковим діапазоном населення розподілялося таким чином: 23,5 % — особи молодші 18 років, 64,0 % — особи у віці 18—64 років, 12,5 % — особи у віці 65 років та старші. Медіана віку мешканця становила 41,6 року. На 100 осіб жіночої статі у місті припадало 97,1 чоловіків;  на 100 жінок у віці від 18 років та старших — 95,4 чоловіків також старших 18 років.
Середній дохід на одне домашнє господарство  становив 95 475 доларів США (медіана — 84 125), а середній дохід на одну сім'ю — 101 318 доларів (медіана — 89 924). Медіана доходів становила 64 402 долари для чоловіків та 46 801 долар для жінок. За межею бідності перебувало 2,1 % осіб, у тому числі 4,5 % дітей у віці до 18 років та 0,2 % осіб у віці 65 років та старших.
Цивільне працевлаштоване населення становило 4073 особи. Основні галузі зайнятості: освіта, охорона здоров'я та соціальна допомога — 19,9 %, науковці, спеціалісти, менеджери — 16,6 %, будівництво — 14,2 %.